# Evangelische Frauenhilfe in Deutschland
Die Evangelische Frauenhilfe (EFHiD) war ein Frauenverband innerhalb der Evangelischen Kirchen Deutschland. 

## Geschichte

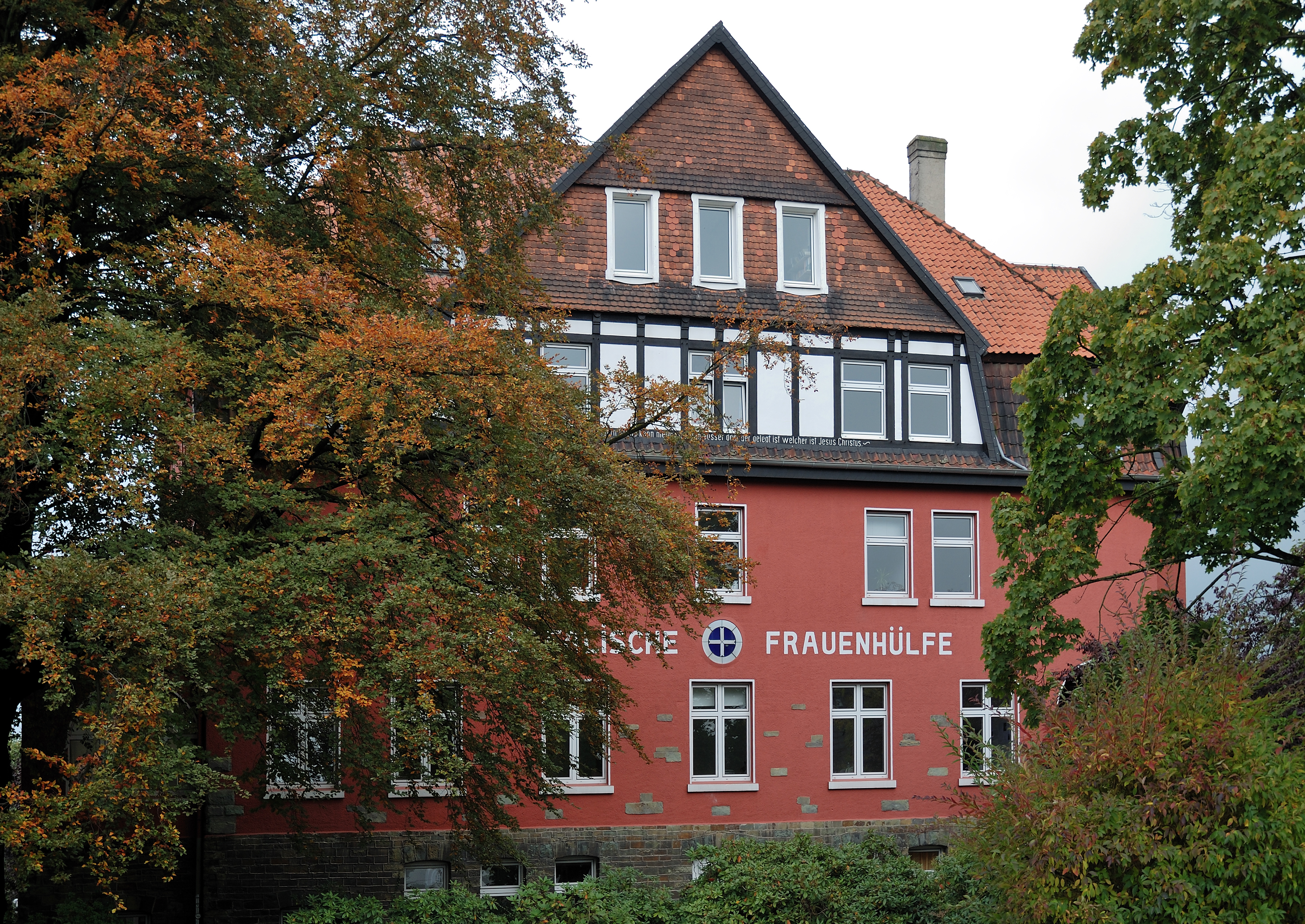
Gebäude der „Westfälischen Frauenhülfe“ in Soest

Der Verband wurde am 1. Januar 1899 unter der Schirmherrschaft von Kaiserin Auguste Viktoria gegründet. Er geht zurück auf die 1890 von Propst Hermann von der Goltz gegründete „Frauenhülfe“ im Rahmen des Berliner Ortsvereins des Evangelisch-kirchlichen Hülfsvereins (EKH). Die Frauenhilfe „firmierte“ ab 1916 unabhängig vom EKH, wenn auch mit gleichem Vorsitzenden, als „Evangelische Frauenhilfe – Gesamtverein e. V.“ und erhielt ein Verwaltungsgebäude in Potsdam, Mirbachstraße 1, das 1918 fertiggestellt wurde. Ab 1926 war mit Gertrud Stoltenhoff (1878–1958) erstmals eine Frau Vorsitzende.
Unter dem Pfarrer Hans Hermenau wurde die Frauenhilfe 1933 in „Reichsfrauenhilfe“ umbenannt. Hermenau verstand sich kirchenpolitisch als nationalsozialistischer „Deutscher Christ“, musste aber wegen „Unregelmäßigkeiten in seiner Amtsführung“ vorzeitig sein Amt abgeben. Sein Nachfolger von 1935 bis zu seinem plötzlichen Tode 1941 war Geschäftsführender Pfarrer Adolf Brandmeyer, der in seiner die Deutschen Christen ablehnenden kirchenpolitischen Richtung Pfarrer Friedrich von Bodelschwingh dem Jüngeren und der Bekennenden Kirche nahestand. Ziel war die Fortführung einer eigenständigen kirchlichen Frauenarbeit, die theologisch stark von Karl Barth beeinflusst war, auch mittels angeschlossener Verlagsanstalt. 
1945 beschlagnahmte die Sowjetische Militäradministration in Deutschland das Dienstgebäude des Verbandes in Potsdam. Es befand sich nun im sowjetischen „Militärstädtchen No.7“ neben dem früheren Internat der Kaiserin, nunmehr KGB-Zentrale Deutschland, und diente als KGB-Gefängnis.
Der Verein selbst wurde 1949 in „Evangelische Frauenhilfe in Deutschland“ umbenannt, teilte sich in Ost und West und wurde erst 1992 wieder als EFHiD zusammengeführt. 1994 erhielt der Verein sein Potsdamer Verwaltungsgebäude zurück, das derzeit Museum ist.
2005 bis 2008 war die Frauenhilfe in einem Dachverband zusammen mit der Evangelischen Frauenarbeit in Deutschland e. V. (EFD) organisiert. 12.000 Frauengruppen in 12 evangelischen Landeskirchen wurden von ihm betreut. Seit März 2008 sind die Frauenhilfe, die Frauenarbeit und 40 weitere evangelische Frauenverbände in dem neuen Dachverband der Evangelischen Frauen in Deutschland (EFiD) zusammengeschlossen.

## Tätigkeit
Die Frauenhilfe bot bei ihrer Gründung Frauen im kirchlichen Raum die Möglichkeit, sich gesellschaftlich zu engagieren und gesellig zusammenzukommen, während sie ansonsten aus dem politisch-gesellschaftlichen Leben noch weitgehend ausgeschlossen waren. Die ursprünglich soziale und diakonische Ausrichtung der Frauenhilfsvereine, die tatsächlich anderen Hilfe bot (z. B. durch das Engagement in Müttergenesungswerken für Frauen aus ärmeren Schichten), hat sich heute stark gewandelt. Das Problem der heutigen Frauenhilfsbewegung ist die Überalterung ihrer Mitglieder und der mangelnde Nachwuchs. Dennoch bleibt die Frauenhilfsarbeit ein Schwerpunkt der evangelischen Gemeindearbeit in Deutschland.
Frauenhilfe im Ausland, d. h. Katastrophenhilfe und Entwicklungshilfe, wird durch die gemeinnützige und mildtätige Organisation Frauenhilfe e. V. geleistet.